# Nationales Vietnam-Komitee
Das Nationale Vietnam-Komitee war eine Organisation der Kommunistischen Partei Deutschlands (Aufbauorganisation) (KPD/AO), die Nordvietnam und die Nationale Befreiungsfront Südvietnams während des Vietnamkrieges unterstützte. Es wurde etwa 1972 gegründet und war in regionale Vietnam-Ausschüsse untergliedert. Bereits 1969 arbeitete in diesem Sinne das Vietnamkomitee in West-Berlin.
Nationale Vietnam-Komitees gab es in vielen Ländern. Ihre Unterstützung Nordvietnams bestand unter anderem in der Verbreitung von Informationen über die Kriegsbeteiligten, das Verstecken amerikanischer Fahnenflüchtiger oder Geldsammlung für humanitäre oder militärische Zwecke des Vietkong. Auch medizinisches Material wurde zur Verfügung gestellt.
1973 bestanden nach Angaben des westdeutschen Verfassungsschutzes etwa 100 örtliche Ausschüsse. Vietnam-Ausschüsse gründeten sich an Schulen, Universitäten, in Betrieben und Stadtteilen. In den Ausschüssen wirkten neben Mitgliedern der KPD (AO) und Sympathisanten kommunistischer Organisationen auch viele nicht diesen Organisationen zugeneigte Menschen.
Neben der Agitation gegen den Vietnamkrieg dienten Komitee und Ausschüsse dem organisatorischen Auffangen der unorganisierten Vietnambewegung, um sie in die Parteiarbeit der KPD (AO) einzubinden. In Abgrenzung zu der Losung der  Deutschen Kommunistischen Partei (DKP) „Frieden für Vietnam“ verbreiteten Komitee und Ausschüsse in Publikationen (zum Beispiel der Zeitschrift Alles für den Sieg des vietnamesischen Volkes) und auf Demonstrationen die Losung „Sieg im Volkskrieg“. 
Nach dem Pariser Waffenstillstandsabkommen von 1973 und dem Abebben der Proteste löste sich ein Teil der Organisation auf, ein Teil wandelte sich zu Solidaritätskampagnen für Schulen und Krankenhäuser in Vietnam und ein anderer Teil ging in der Liga gegen den Imperialismus auf.